# Heterothops
Genre
Heterothops est un genre d'insectes coléoptères de la famille des Staphylinidae.

## Liste d'espèces
Selon NCBI (13 novembre 2017) :
- Heterothops dissimilis
- Heterothops minutus
- Heterothops niger
- Heterothops quadripunctulus
- Heterothops stiglundbergi

Selon Catalogue of Life (13 novembre 2017) :
- Heterothops baicalensis Fauvel,1900
- Heterothops bicolor Smetana,1975
- Heterothops cognatus Sharp,1874
- Heterothops conviva Smetana,1967
- Heterothops nidorum Smetana,1967
- Heterothops oculatus Fauvel,1895
- Heterothops praevius Erichson,1839
- Heterothops rotundiceps Sharp,1889
- Heterothops tzaw Smetana,1995

Selon BioLib (13 novembre 2017) : nombreuses espèces.
Espèces européennes selon Fauna Europaea (18 décembre 2022) :
- Heterothops aquitanicus Coiffait, 1977
- Heterothops balthasari Smetana, 1967
- Heterothops binotatus (Gravenhorst, 1802)
- Heterothops brunnipennis Kiesenwetter, 1858
- Heterothops canariensis Israelson, 1979
- Heterothops dissimilis (Gravenhorst, 1802)
- Heterothops laeticolor Reitter, 1891
- Heterothops minutus Wollaston, 1860
- Heterothops nitens (Nordmann, 1837)
- Heterothops praevius Erichson, 1839
  - Heterothops praevius subsp. niger Kraatz, 1868
  - Heterothops praevius subsp. praevius Erichson, 1839
- Heterothops quadripunctulus (Gravenhorst, 1806)
- Heterothops stiglundbergi Israelson, 1979
- Heterothops tenuiventris Kirshenblatt, 1938
- Heterothops wouei Drugmand, 1988